# Vrboska
Vrboska – wieś w Chorwacji, w żupanii splicko-dalmatyńskiej, w gminie Jelsa. Leży w środkowej części wyspy Hvar. W 2011 roku liczyła 548 mieszkańców.
Położona pomiędzy miastami Jelsa i Stari Grad, w wąskiej i głęboko wcinającej się w ląd zatoce.
Vrboska została zasiedlona w XV w. przez mieszkańców położonego w głąbi lądu Vrbanja. Liczy sobie 526 mieszkańców, którzy zajmują się głównie uprawą owoców, oliwek, fig i winogron oraz rybołówstwem. Otoczona jest lasem sosnowym, z kilkoma obiektami hotelowymi oraz licznymi domami prywatnymi oferującymi apartamenty i pokoje na wynajem.
Do atrakcji turystycznych należy zaliczyć Muzeum Rybołówstwa oraz kościoły sv. Marije (św. Marii z 1465 r.), sv. Lovrinca (św. Wawrzyńca z XVI w.) i sv. Petra (św. Piotra z 1469 r.). Najciekawszy z nich jest kościół św. Marii (kościół-twierdza), z którego murów obronnych i dzwonnicy, roztacza się widok na zatokę i miasto.
Na północ od Vrboski, na Kanale Hvarskim, położona jest wysepka Zečevo.